# 住宅
- 關於廣義的房屋，請見「建築物」。
- 關於居住概念，請見「家」。
- 關於法律术语，請見「居所」。
- 關於用于居住的室，請見「房间」。
- 關於官職，請見「居室 (官職)」。

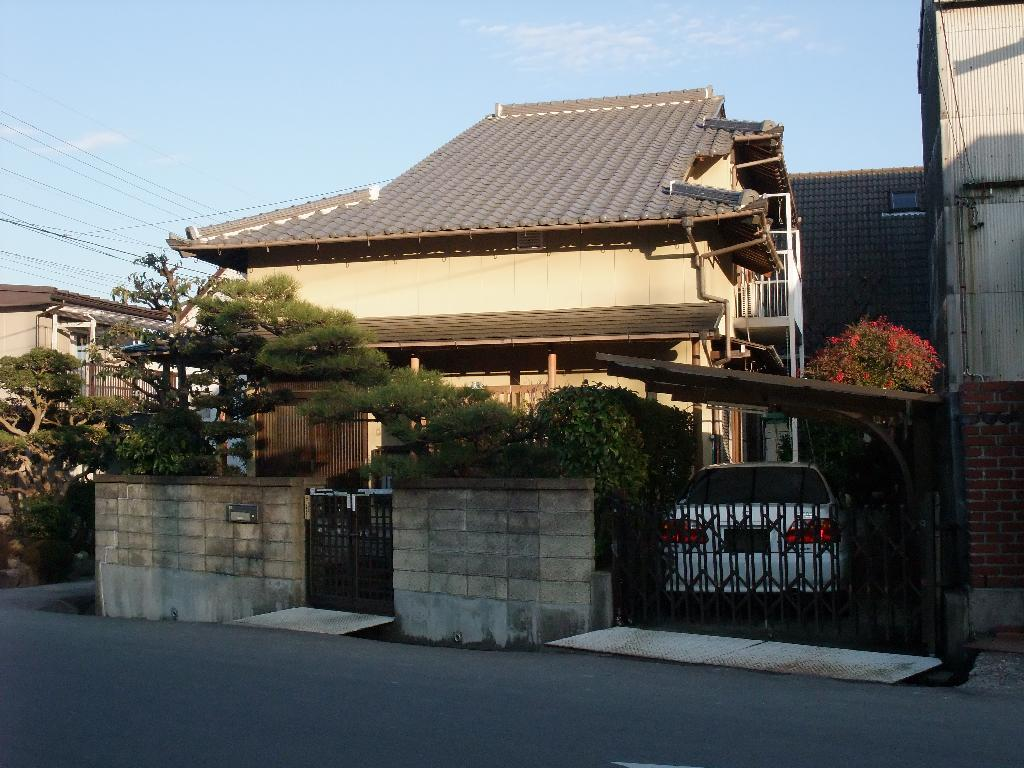
一户建为日本常见的住宅

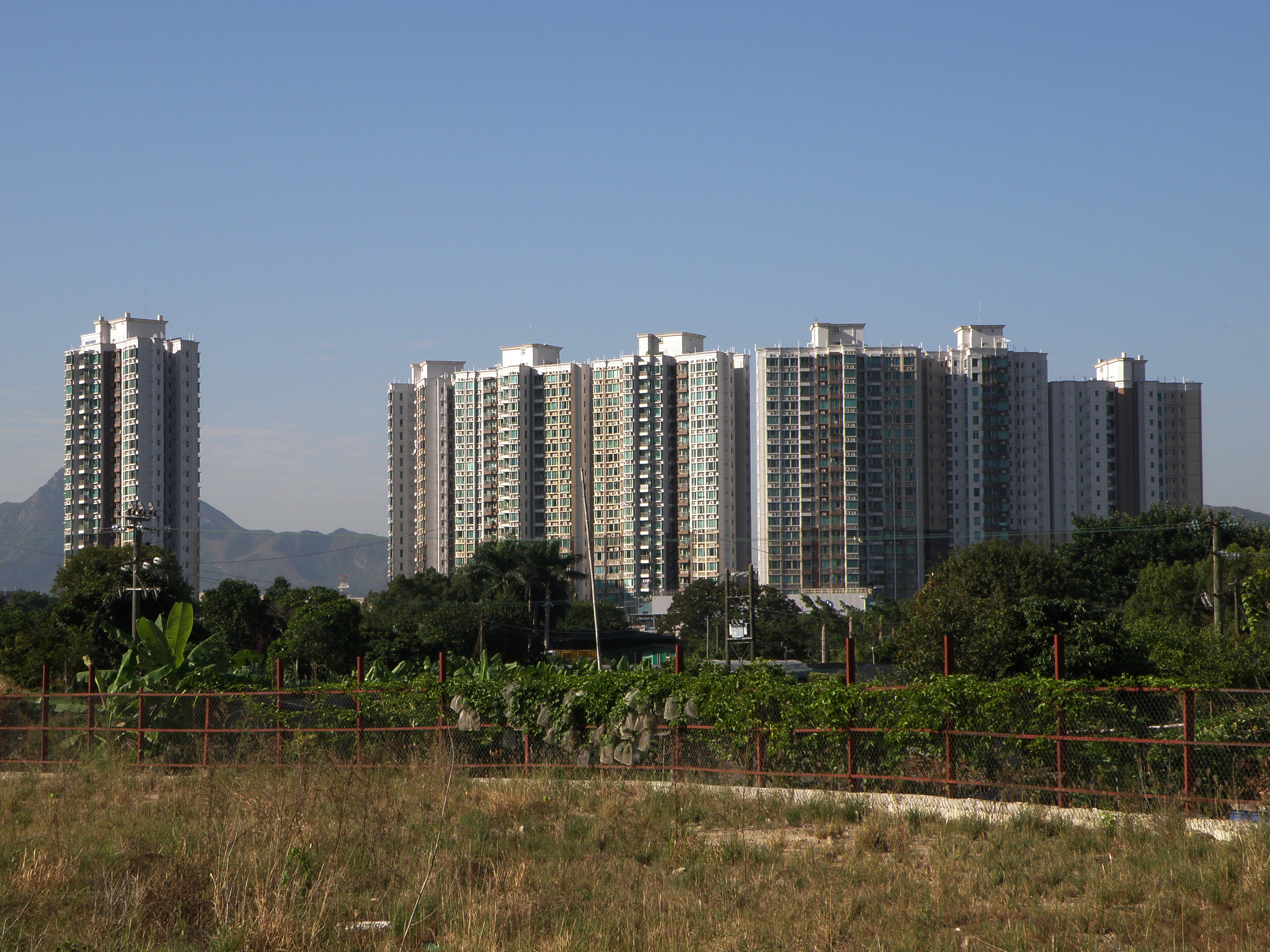
香港私人住宅多數以高樓大廈建成

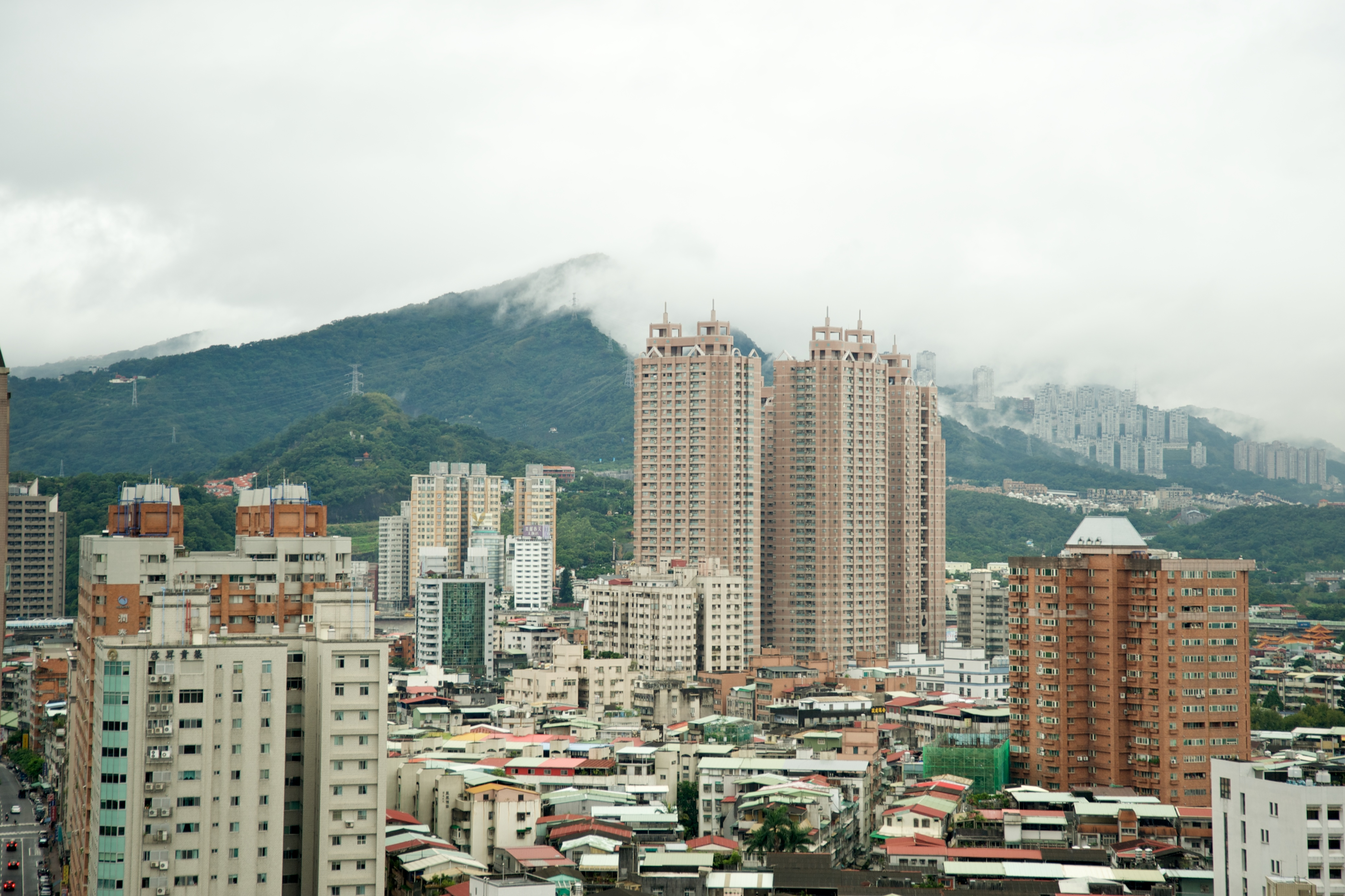
臺灣都市多擁有高密度的住宅聚落。圖為新店的住宅景觀，注意遠處蓋在山坡地的集合式住宅。

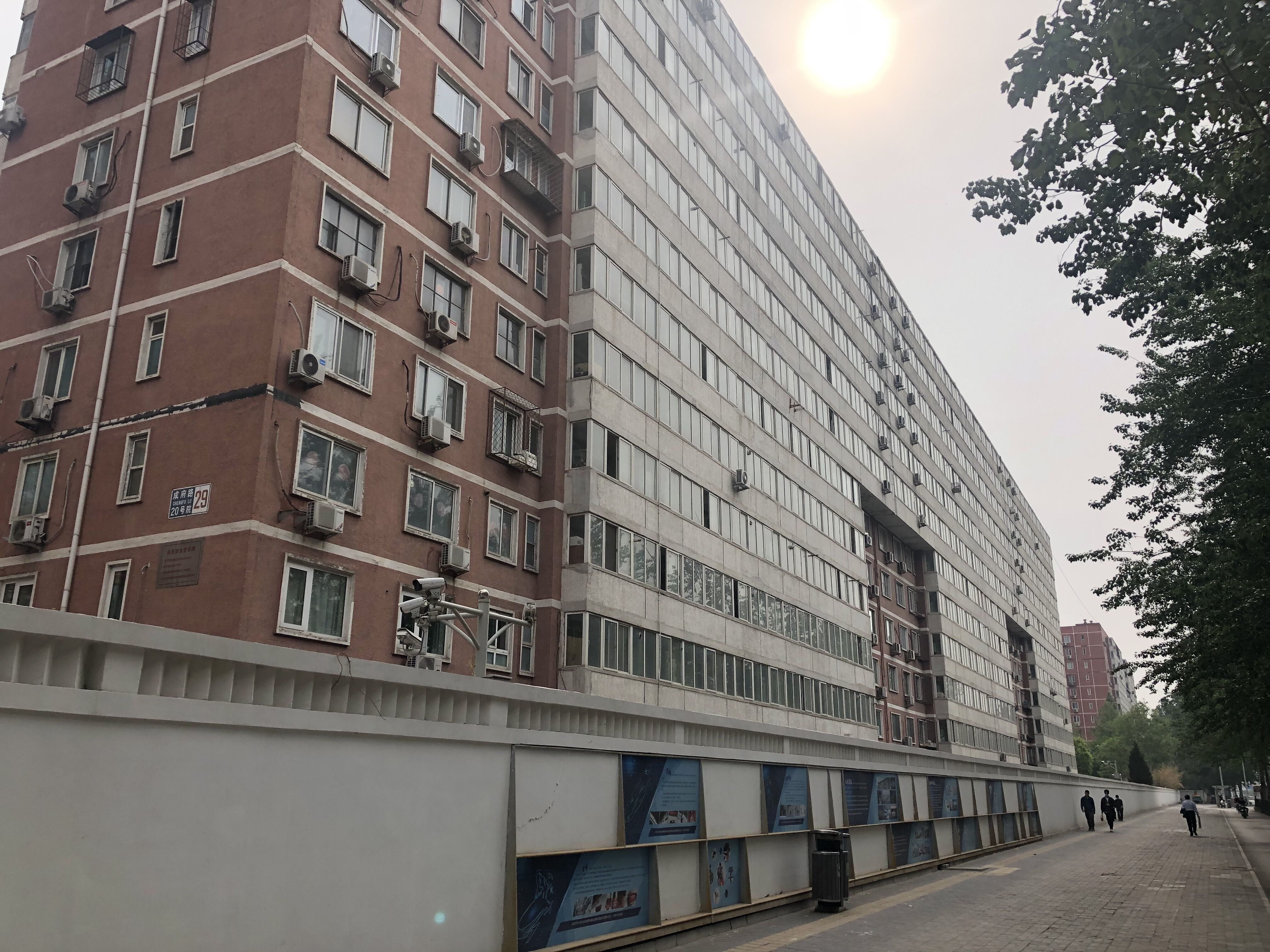
成府路上的大板楼，为北京市常见的住宅建筑形式

住宅，又稱家宅、房屋、房子，是供人居住的建築物，可能是簡單的小屋，也有可能是用木材、砌体结构、混凝土或其他建材建成的複雜建築物。一般有牆壁和屋頂，內部則區隔出房間，但也可不隔間。其中可能會有管路系統、電力、及暖通空調系統。住宅有許多種類的屋顶系統，避免降雨進入室內。也會用門扉或锁來保護住處的人以及財產，避免進侵的人或動物。大部份現代西方的住宅會有一至多個臥房及浴室，一個廚房，一個起居間。有些住宅可能會有飯廳，或是和其他的空間整合。一些北美的大型住宅會有娛樂室。農業傳統的地區，其住屋可能有飼養牲畜的區域。
住在同一住宅的一群人可稱為一戶，一戶可能是一個家庭，不過也可能是其他的社會群體，其至個人。例如在同一戶內的可能是室友，或是像出租房屋內的，彼此原來沒有其他關係，只是居住在同一個住宅內。有些住宅只規劃了一個小家庭（或類似人數的群體）居住的空間，有些住宅是為人數較多的群體安排，稱為排屋，可以在同一住宅內容納較多的家庭。住宅除了室內空間外，也可以有室外空間，例如停放車輛的车库，或是放置器具的棚。有些住宅也有前院或後院，是一塊額外的空間，可供休憩或是飲食使用。

## 名稱
漢語族各語言對於住宅的稱呼各有不同，吳語（南部除外）稱作屋落，閩語、南部吳語稱作厝，客家語稱作屋/屋仔，粵語稱作屋企。

## 概述
世界各地對於「住宅」的定義不盡相同，但皆以提供人的起居為主。一般而言，每個住宅至少會有一個出入口，以門或通道的方式出現。一所房子可以有一個或數個窗戶，亦可能一個窗戶也沒有。為了維護起居安全及隱私，住宅必須能阻絕進侵的人或動物，以及抵擋雨、雪、風、酷熱和嚴寒天氣與氣候。
如果有人長期以某房屋／建築物為棲息處，此房屋即稱為該人的住宅或寓所（家）。雖然有些人大部份時間會在居所以外的地方工作、用餐或遊樂，但至少他們會在家完成沐浴、睡眠等基本活動。

## 構造
一般而言，為了空間的功能性，住宅會區隔成多個房間，並於室外空間設置陽台。如果室內空間或建地面積足夠，住宅內外也會有附加設施，包括以下

| - 客廳／起居室 - 廚房 - 飯廳（如空間不足，多併設於廚房內） - 衛浴設施（可併設或分離） - 浴室 - 廁所 - 臥室 | - 玄關 - 樓中樓／挑高空間/閣樓 - 書房 - 工作室 - 露台 - 車庫 - 庭園／花園 - 娛樂設施（家庭劇院、遊樂場等） - 運動設施（健身房、游泳池等） - 神明廳 - 雜物房 - 工人房 |

## 類型
| - 集合式住宅 - 屋苑 - 公寓（封閉式社區多由公寓組成） - 公共房屋 - 眷村 - 院落 - 三合院 - 四合院 - 土樓 - 一戶建 - 平房 - 柴欄厝 - 透天厝 - 別墅 - 獨立式洋房 - 大宅 - 宅第 | - 出租房 - 套房 - 雅房 - 社會住宅 - 老人住宅 - 無障礙住宅 - 科技住宅 - 綠色住宅 - 公共房屋 | - 豪宅 - 空中別墅 - 組合屋 - 鐵皮屋 |

## 各地住宅圖片

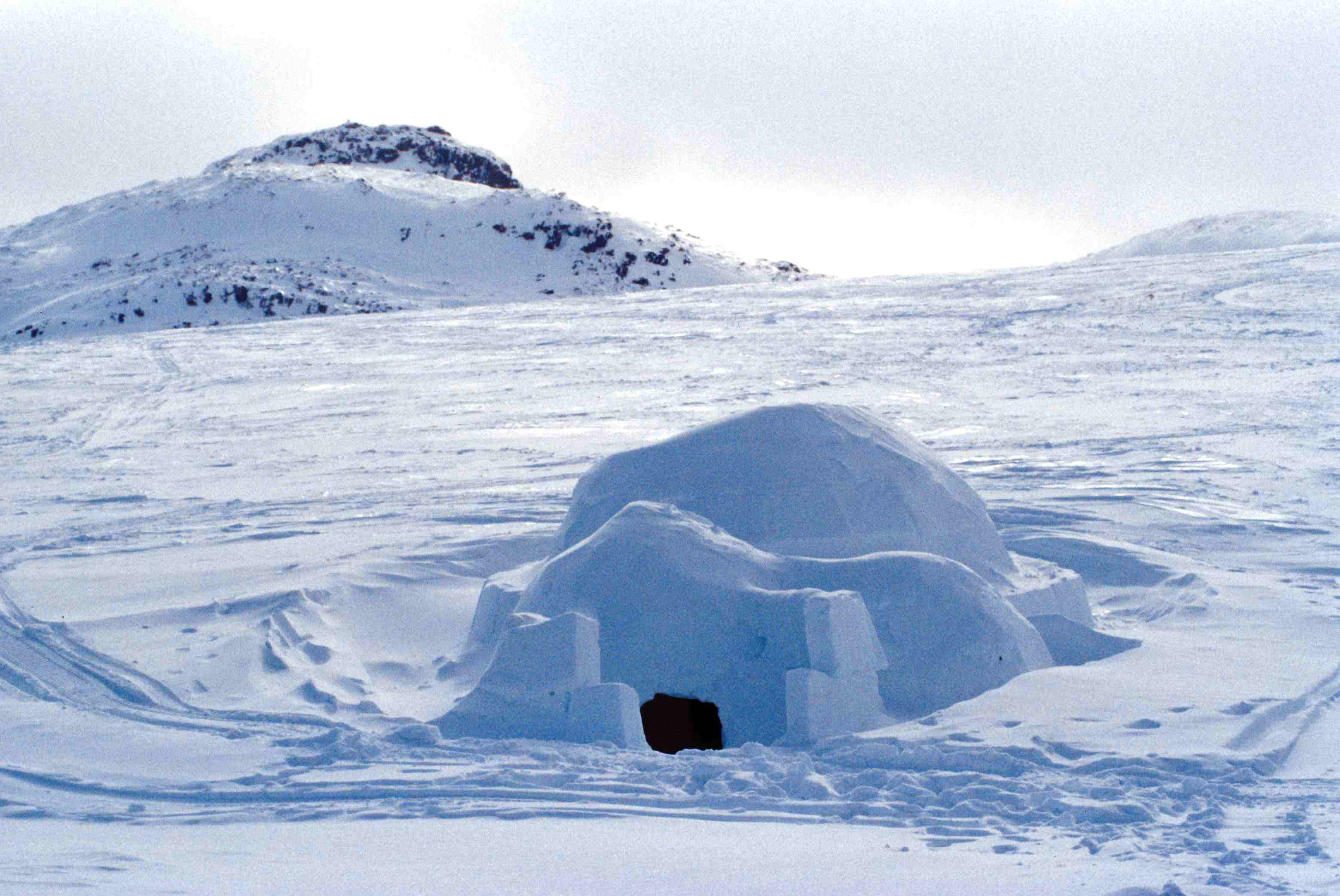
冰屋
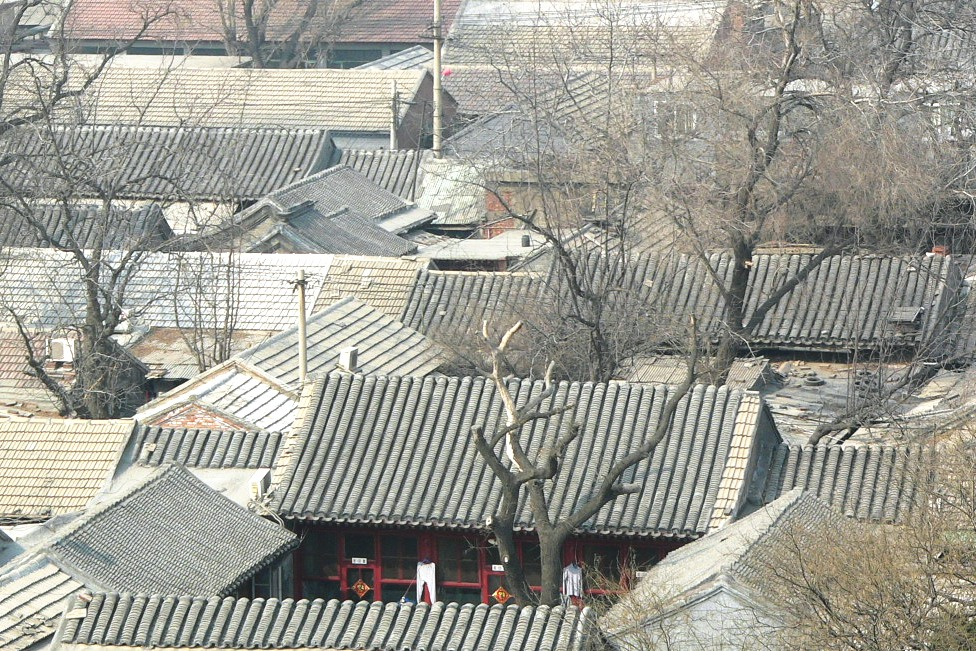
四合院
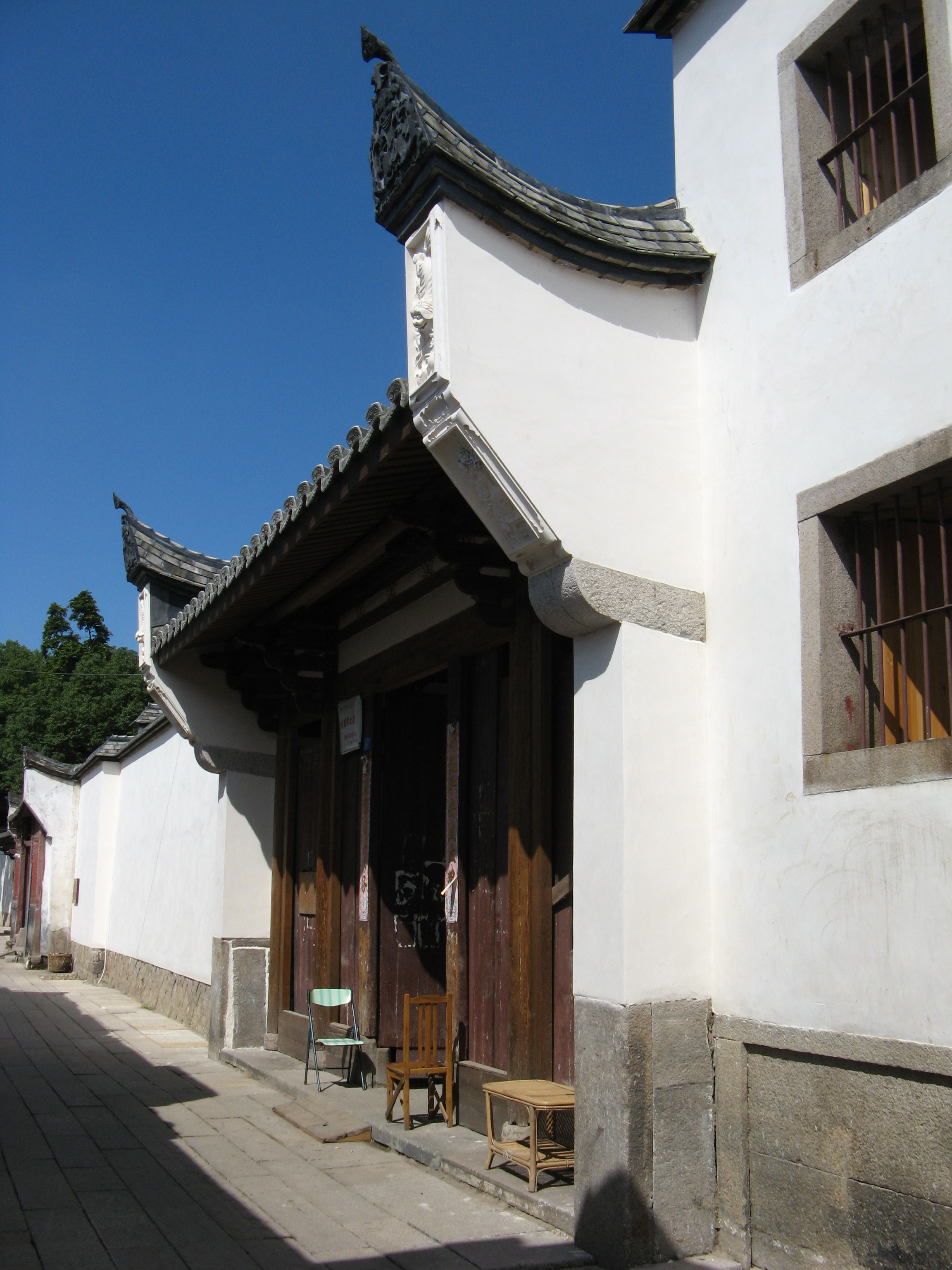
大厝
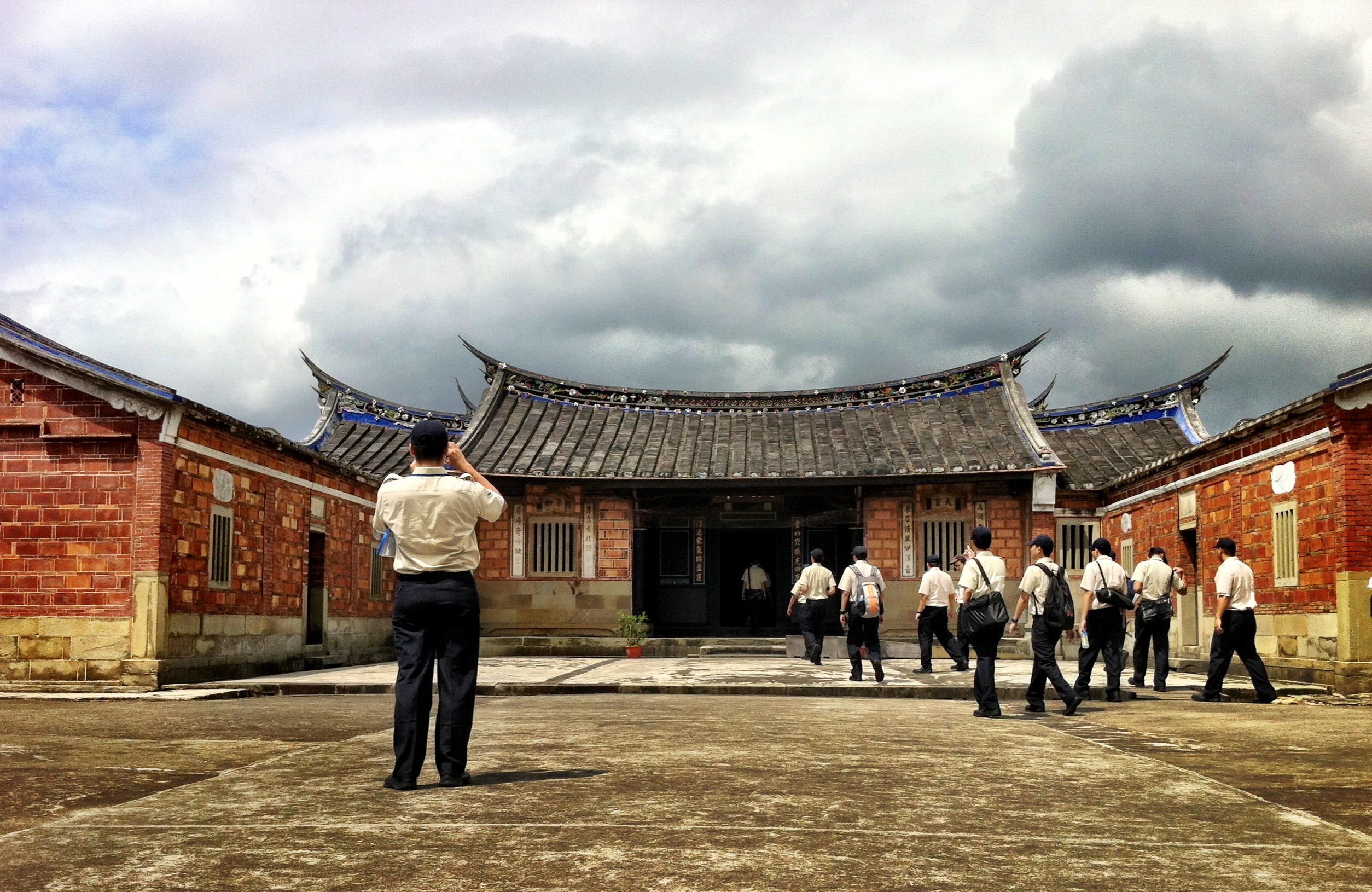
官式大厝
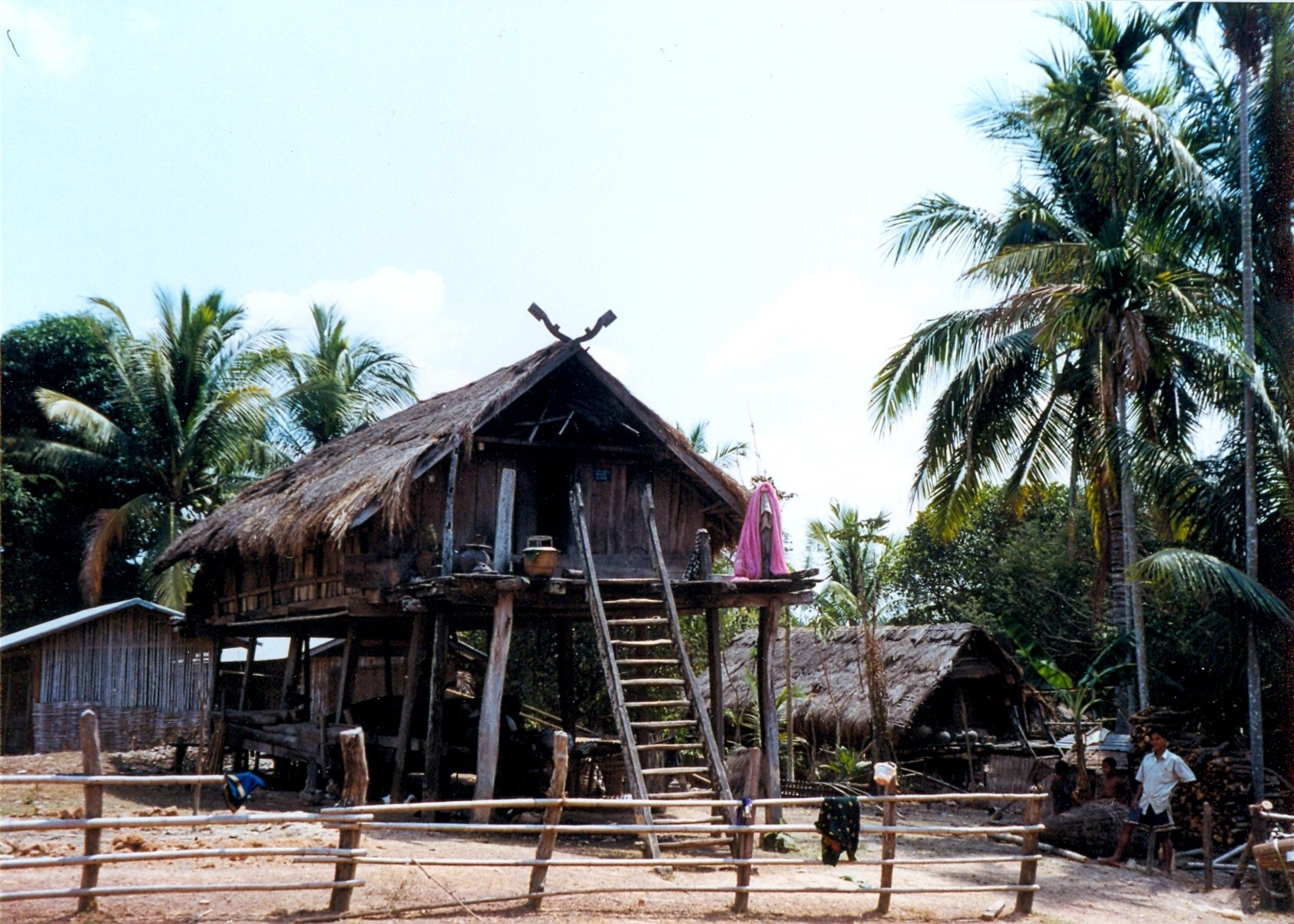
干欄屋
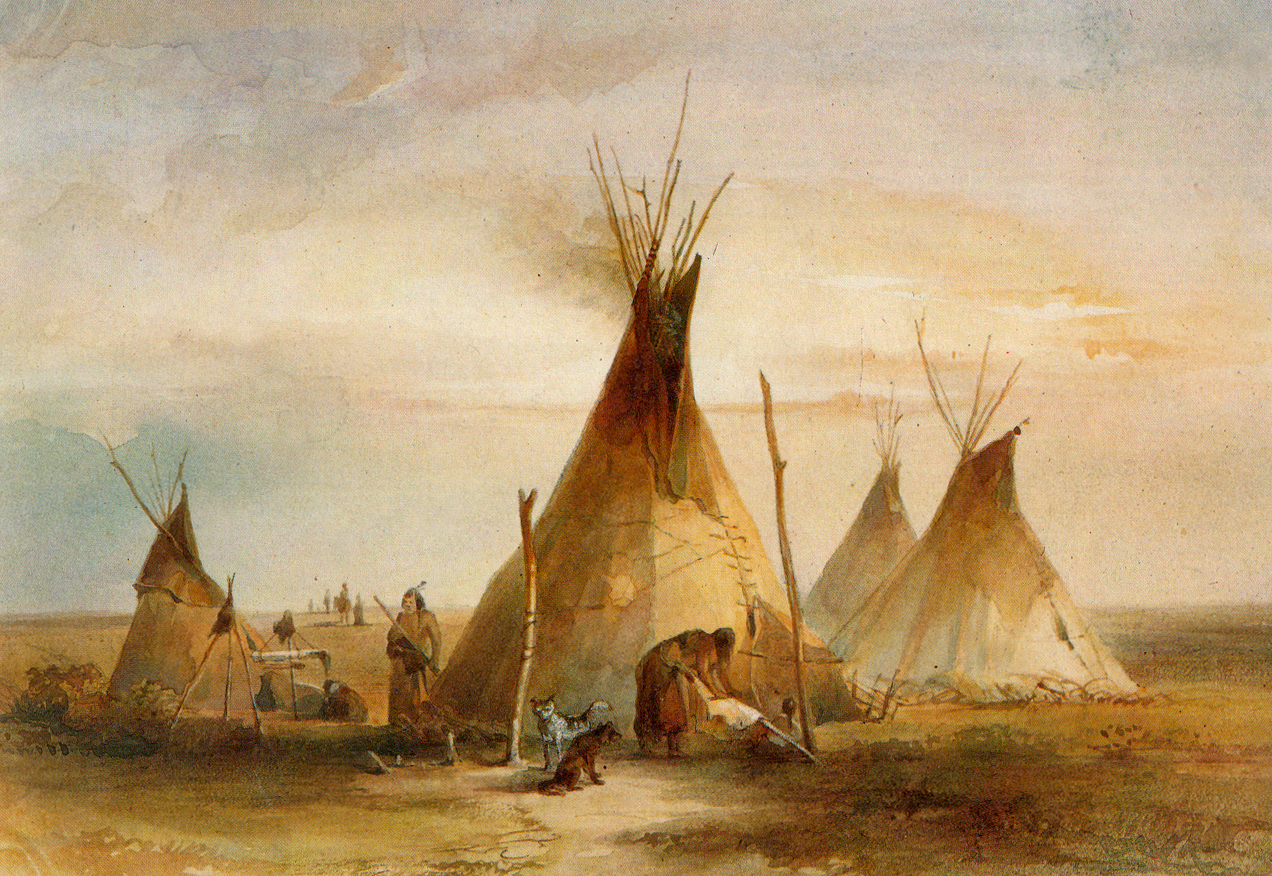
梯皮
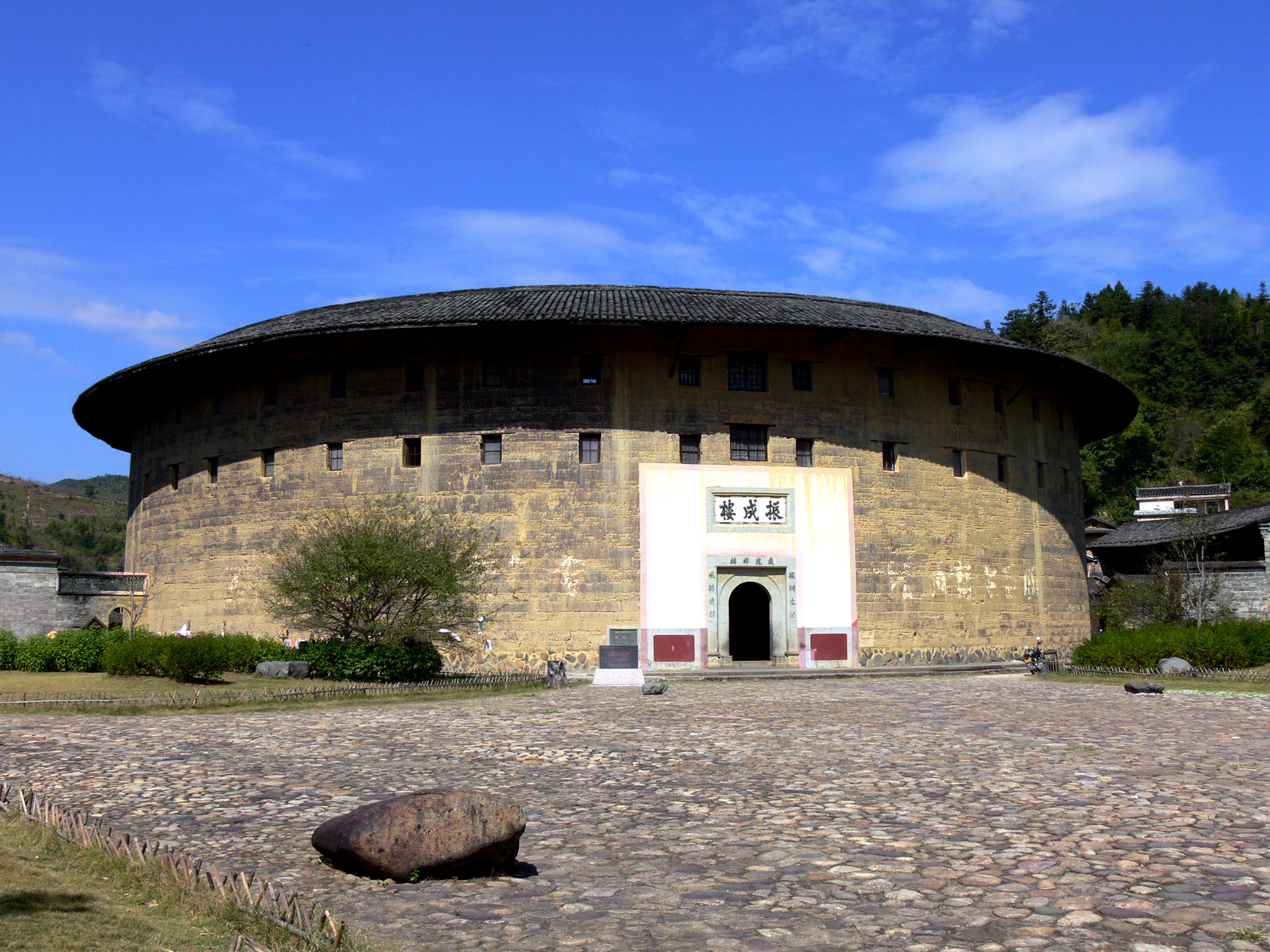
福建土楼
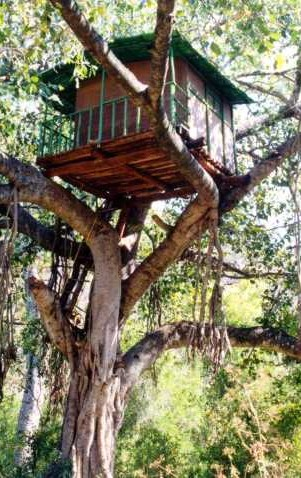
樹屋
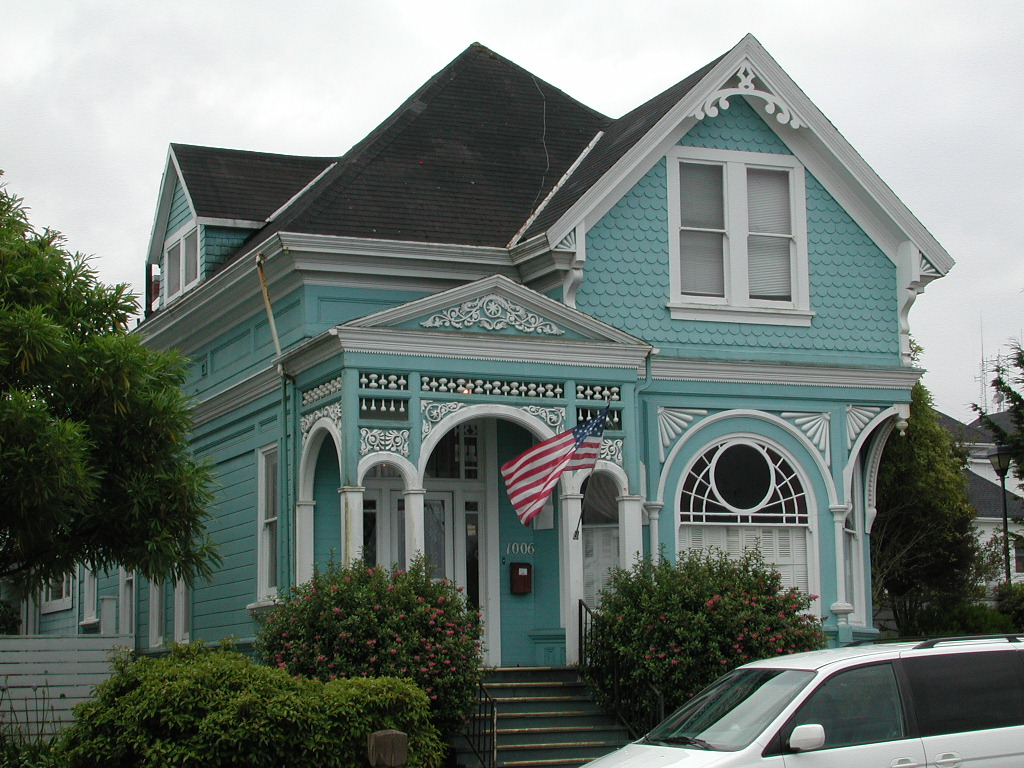
維多利亞式房屋
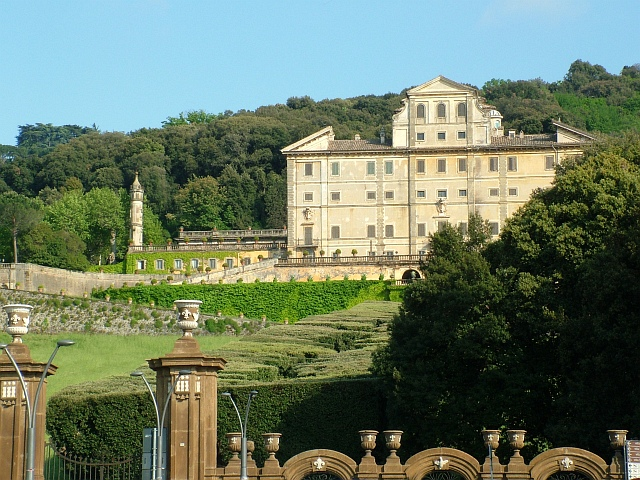
別墅
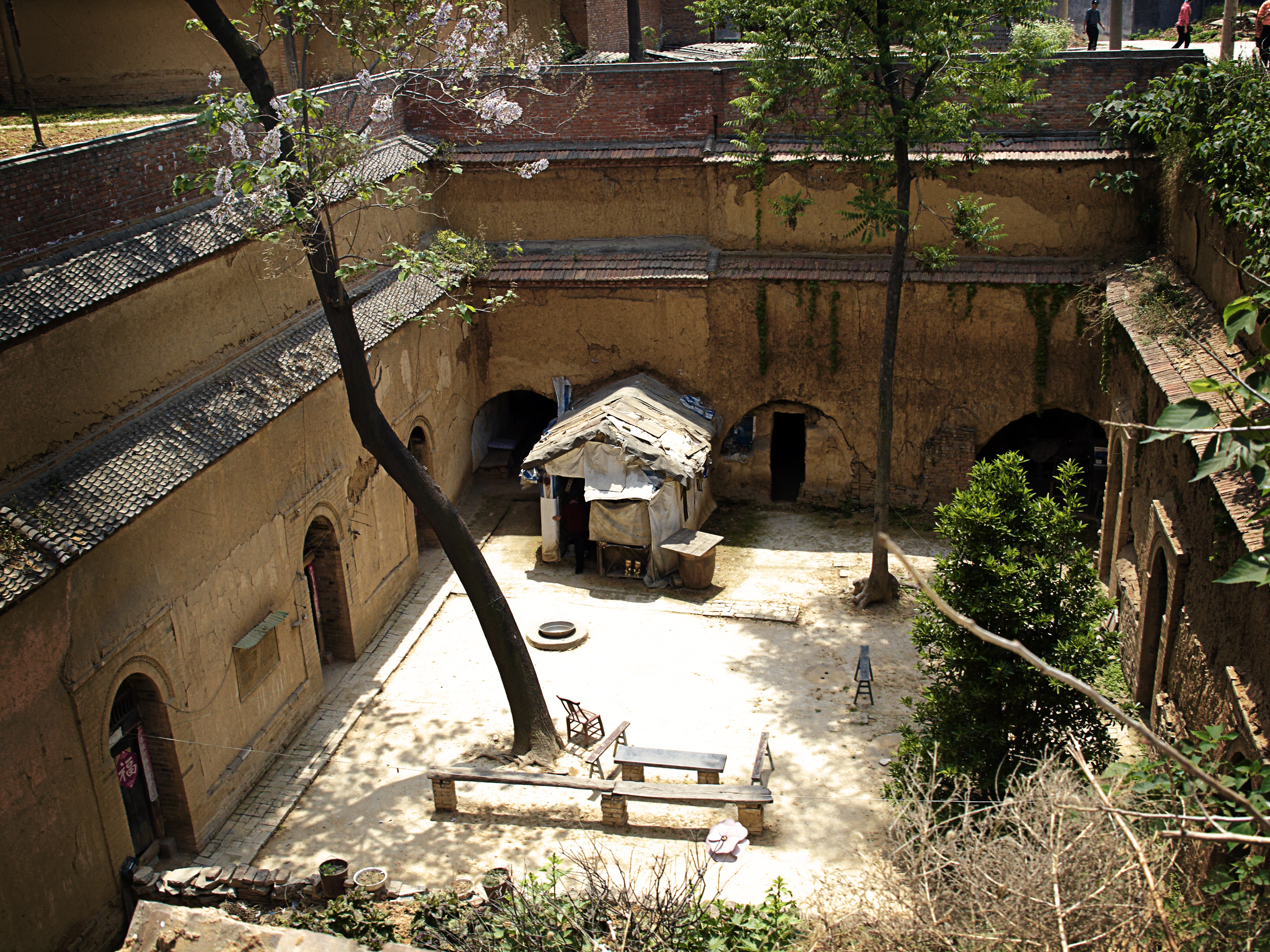
窑洞
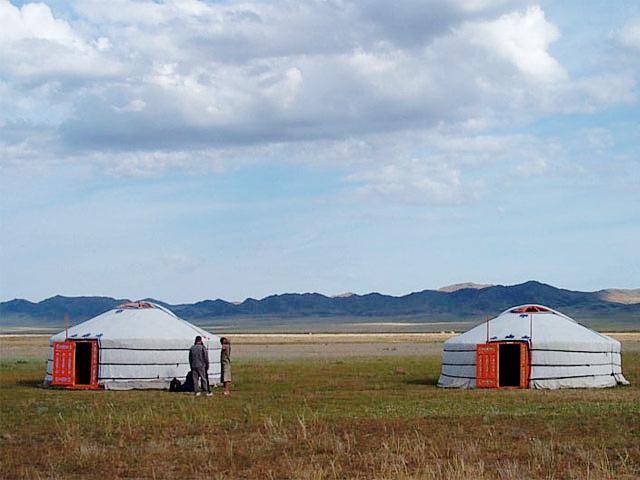
蒙古包
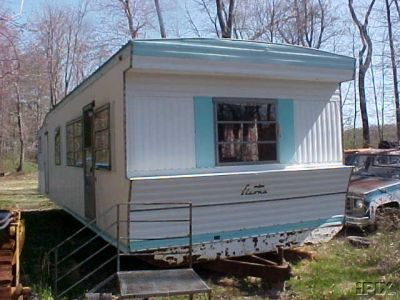
車屋
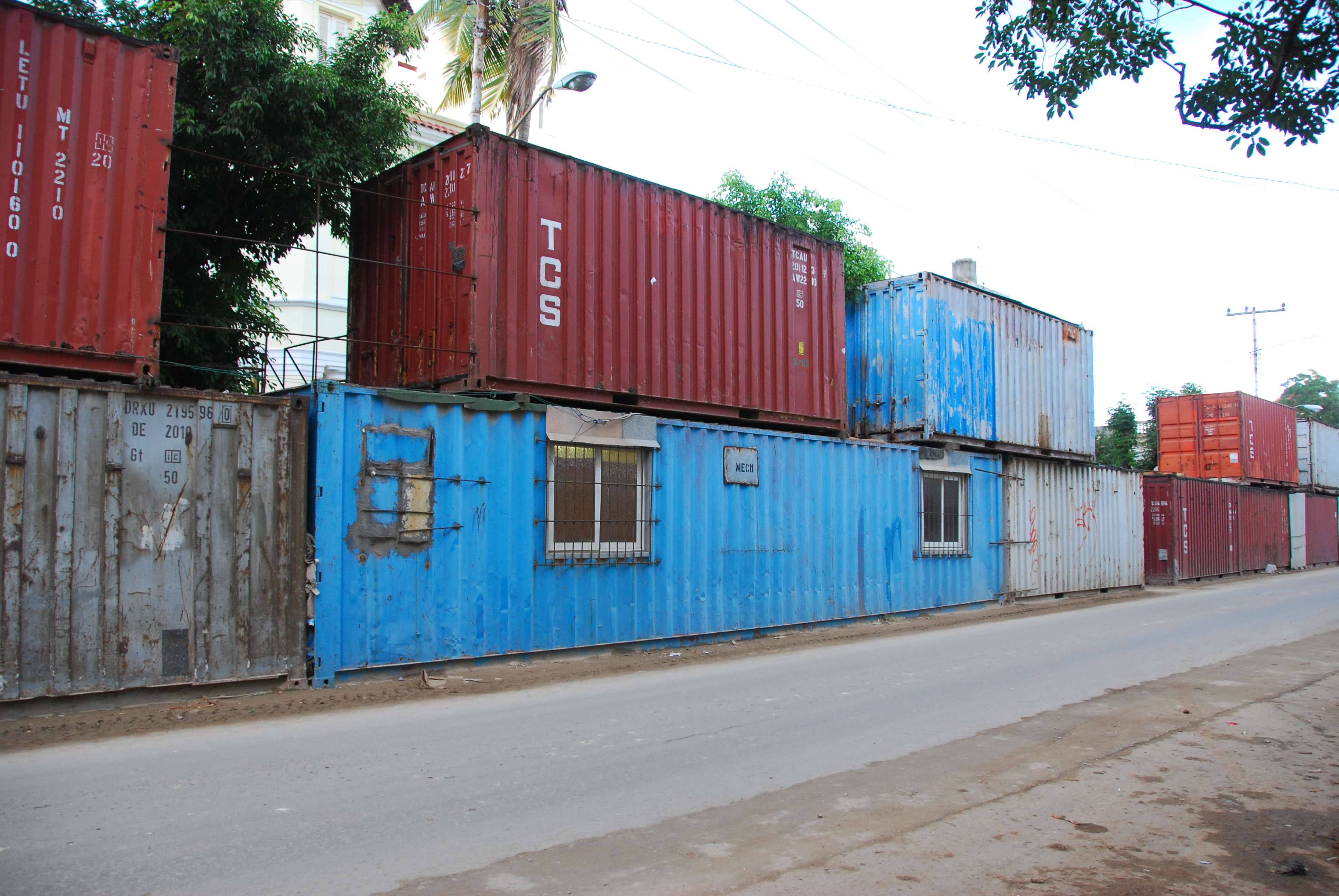
貨櫃屋
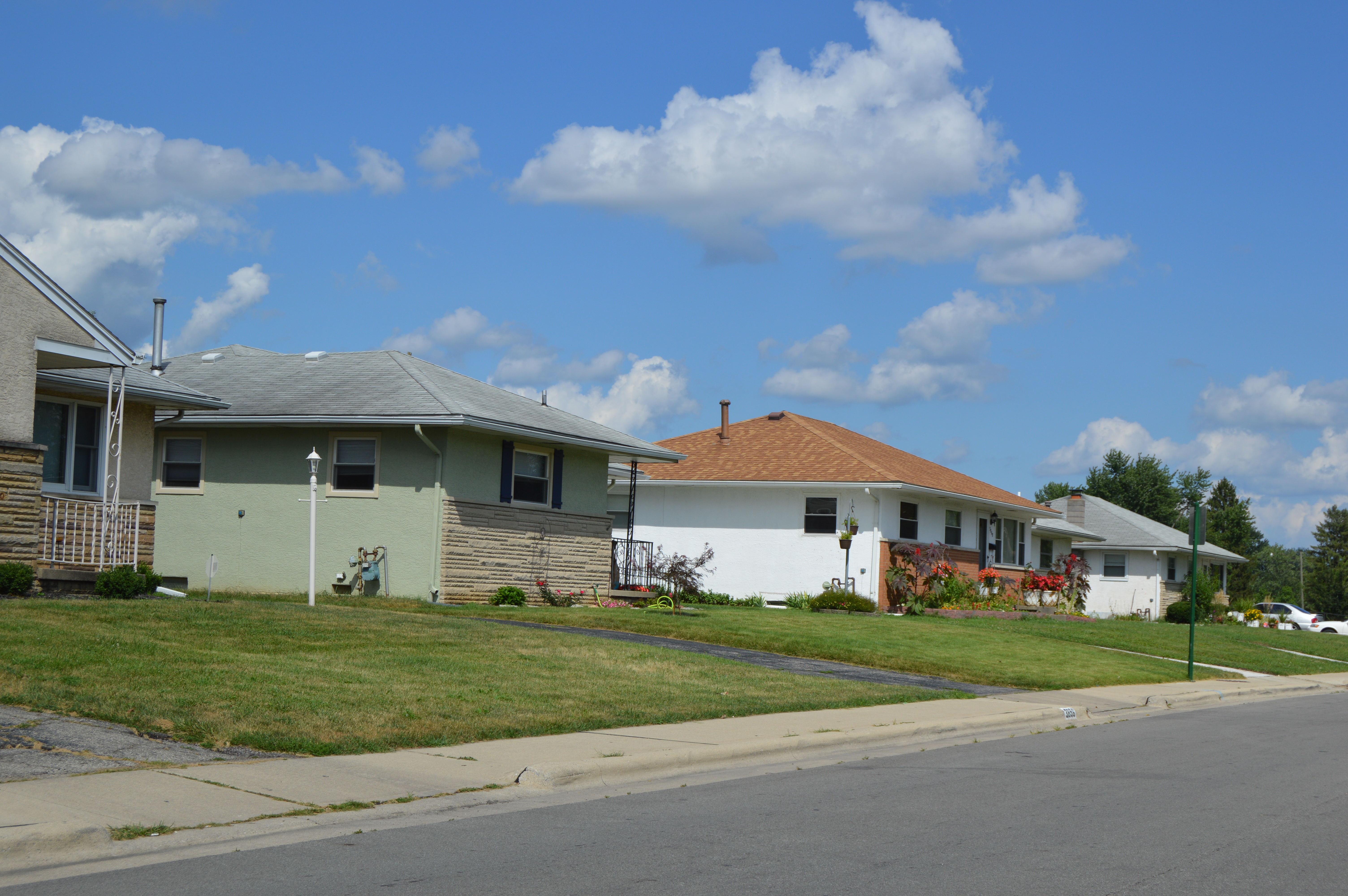
牧場型平房
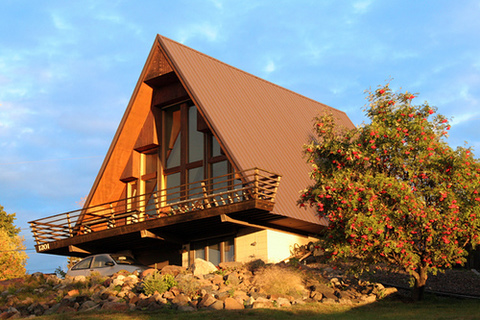
A型屋（英语：A-frame building）
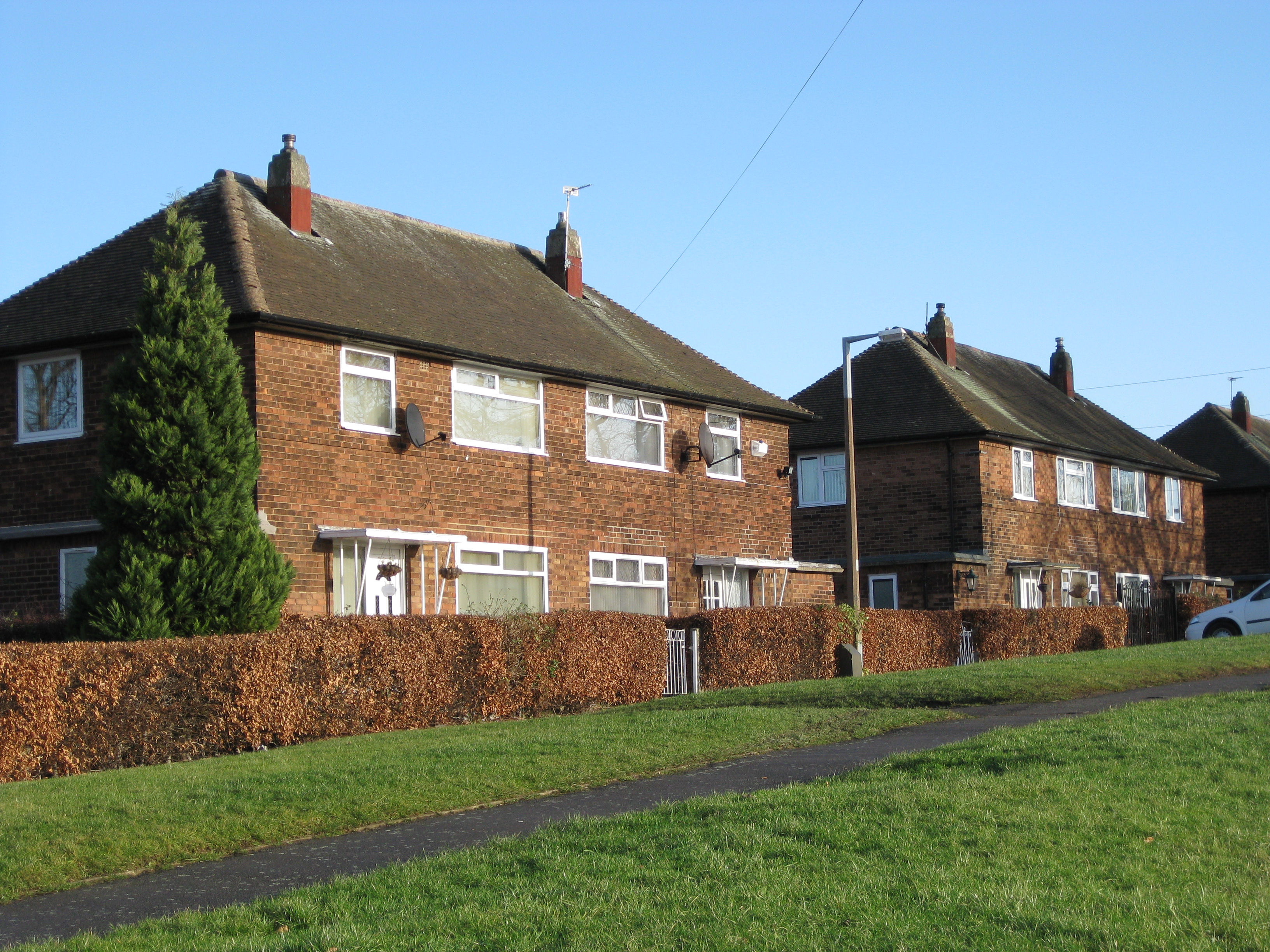
半獨立屋（英语：Semi-detached）

## 建築方式

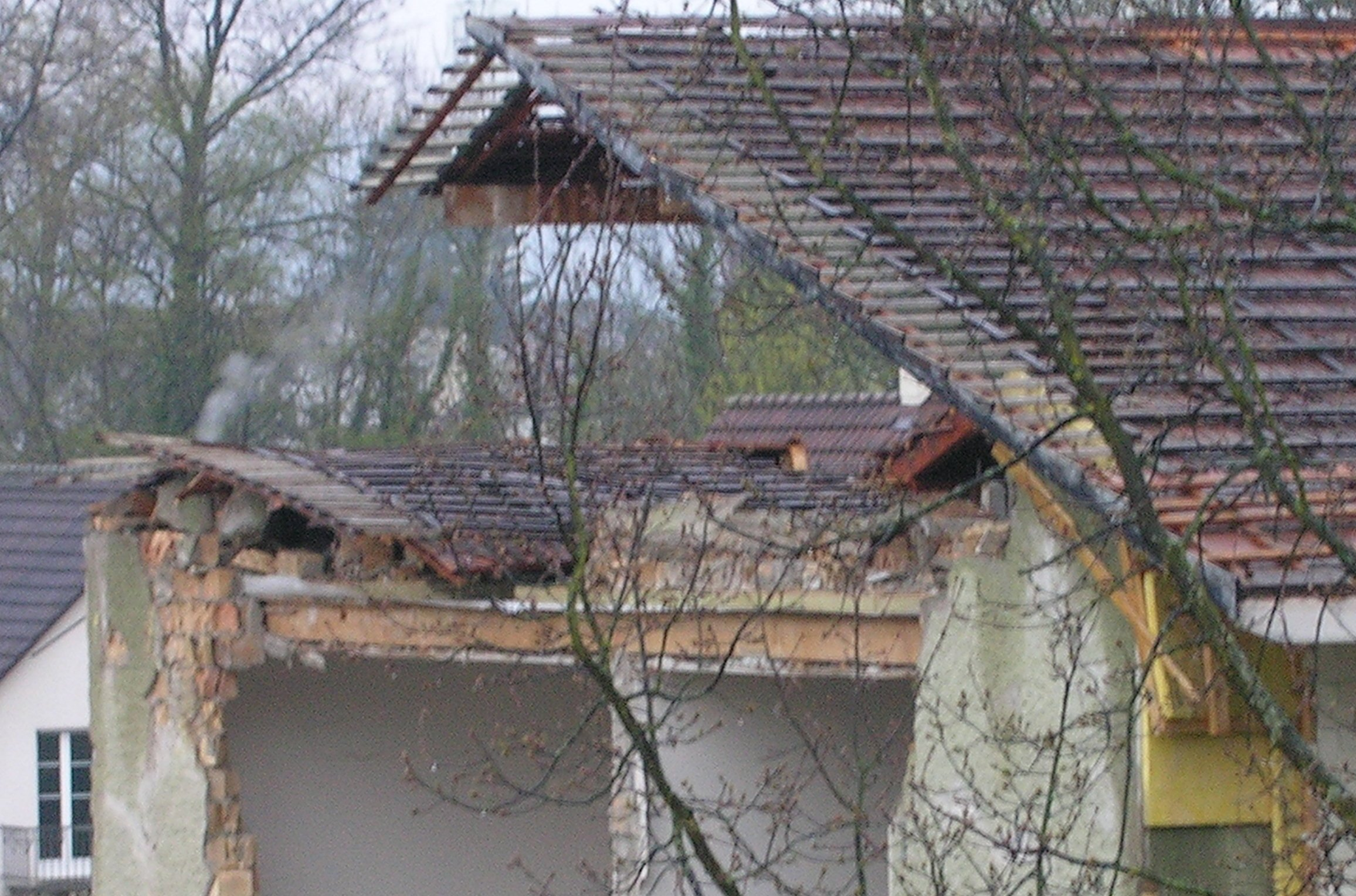
有些房屋是用磚和木頭建造的，之後再加上隔熱材料。圖片中可以看到屋頂的結構

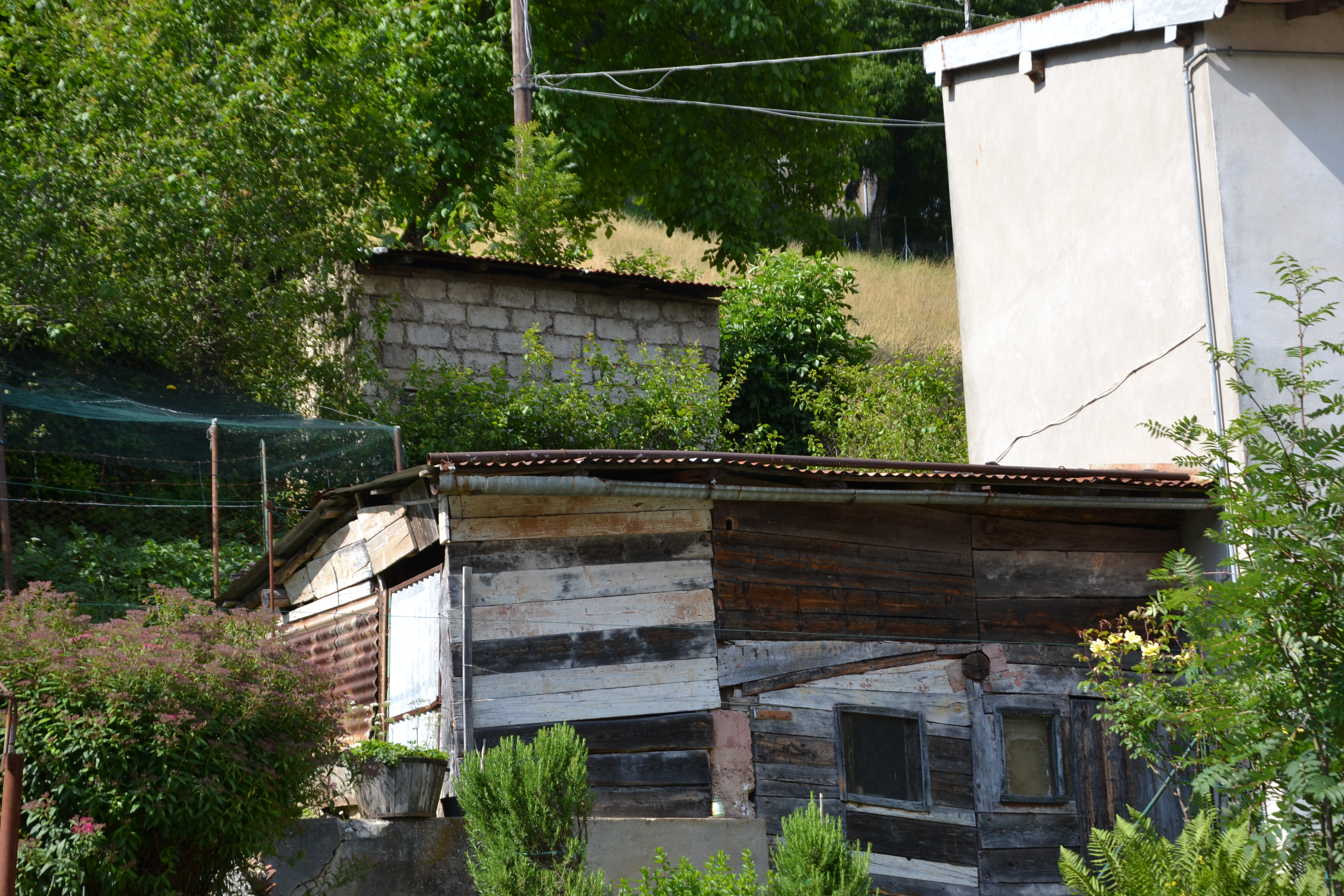
二個義大利奥尔特雷伊尔科莱附近的貧民房屋。這二間是非法搭建的，沒有電力、沒有衛生設施以及飲用水的管路

世界上許多地方會用廢棄的材料來建築住宅，在马尼拉附近的巴雅塔斯街區，會用鄰近垃圾場中的材料來建築貧民窟的房屋。在非洲塞内加尔的達喀爾，常見房屋是用回收的材料製成，以垃圾和沙石的混合物為其基礎。
美國現代的住宅施工技術包括有輕框架建築（在方便取得木材材的地區）、土坯或夯土（不易取得木材的地區）。有些地區只使用磚塊為建材，也有許多地方長期都是用石块作為房屋的基礎及牆壁。近來鋁材和鋼材已取代一些傳統建筑材料。現代盛行的替代建筑材料有保温混凝土模板（泡沫模版，內層加上混凝土）、結構絕緣板（外層加上定向纖維板或纖維水泥板的泡沫板）、輕量型鋼及鋼結構等。一般而言，人們會用最容易取得的材料來建築房屋，用的材料也常是有傳統意義或是有文化意義的建築材料。因此有可能整個村落、鄉鎮、縣市都使用相同的建築材料。例如，美國許多的房屋是木製的，而大部份的英國及歐洲房屋材料是石材、磚塊或是泥土。

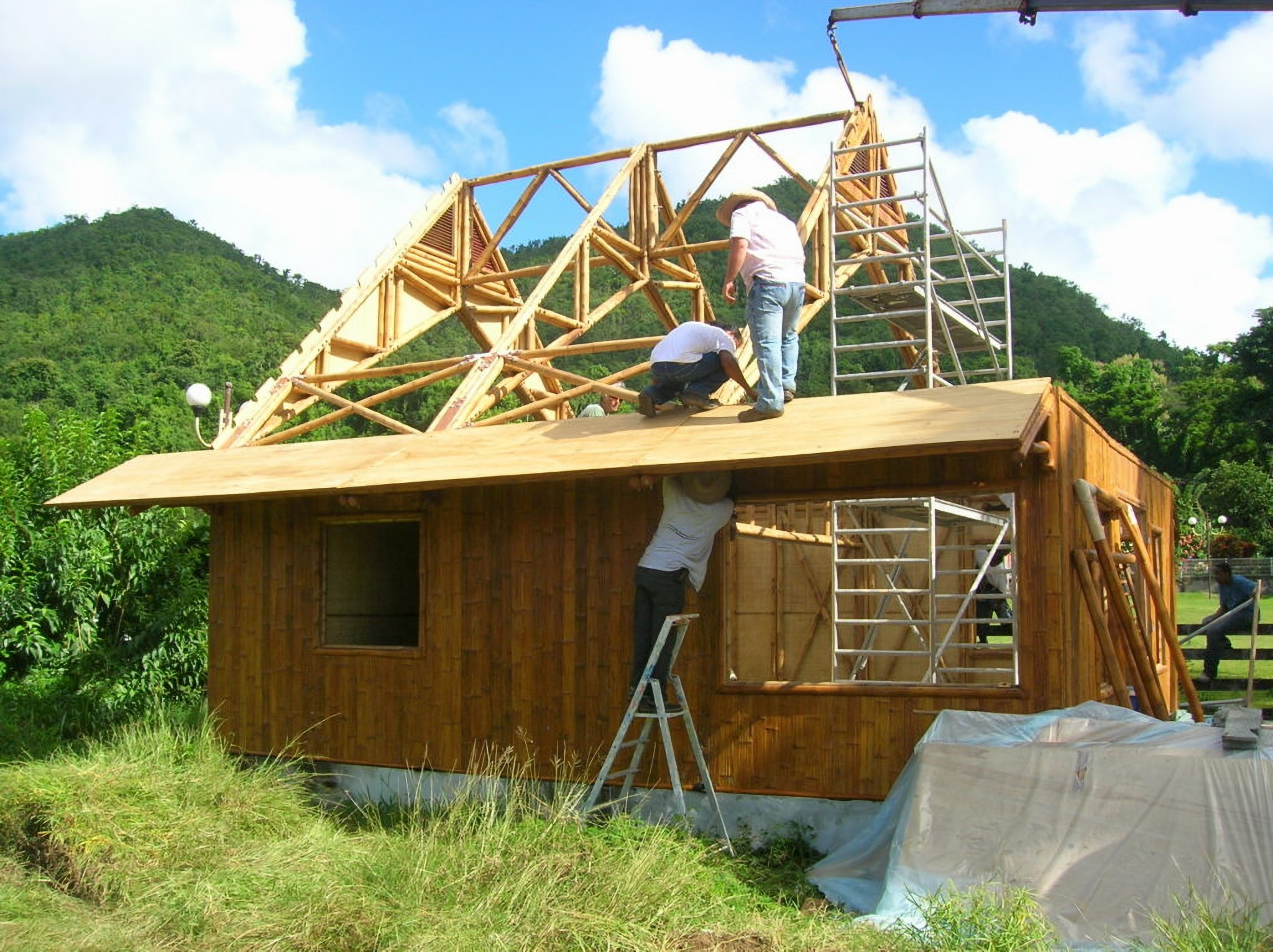
用竹子為建材的房屋。竹子是中國大陸、日本及其他亚洲國家流行的房屋建材，有抗震的優點

自從20世紀初開始，有些房屋設計師開始使用預製組件。西爾斯百貨在1980年開始向大眾宣傳西爾斯目錄住家。預製技術在第二次世界大战之後開始盛行。一開始是小房間內的框架，之後是整面牆體都是預製件，再運到建筑工地。其原始目的是在惡劣天氣下，讓工人可以在室內空間下作業。最近的建築方式會和結構工程師協同作業，利用有限单元法來設計預製的鋼構房間，可以抗風及抗震。這些新的建築方式可以節省人工，提高可靠度，可能也可以加速施工的時程。
有些較少用的建築方式近年來越來越多人使用。雖然使用的還不普遍，但有些會參與建築過程的屋主比較會使用以下的這些方式：
- 坎納布里克建築（英语：Hempcrete）
- 積木式建築（英语：Cordwood construction）
- 網格球頂（英语：Geodesic dome）
- 麥桿構造（英语：Straw-bale construction）
- 抹灰籬笆墻（英语：Wattle and daub）
- 木骨架
- 框架木結構建筑（英语：Framing (construction)）

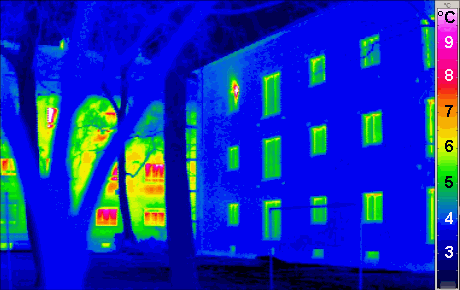
傳統建築（左側）及被动式节能屋（右側）的熱顯像圖片

在已開發國家裡，在建築設計中越來注重節約能源。房屋內的能耗是温室气体排放的主要來源之一（研究指出在英國的能耗中，有30%是因住屋能耗而產生。
目前持續研發了許多低碳建築及相關技術。這些技術包括有零碳建築、被動式太陽能房、自治建築、超级隔热，以及依被动式节能屋（Passivhaus）標準所建築房屋。

## 法律議題

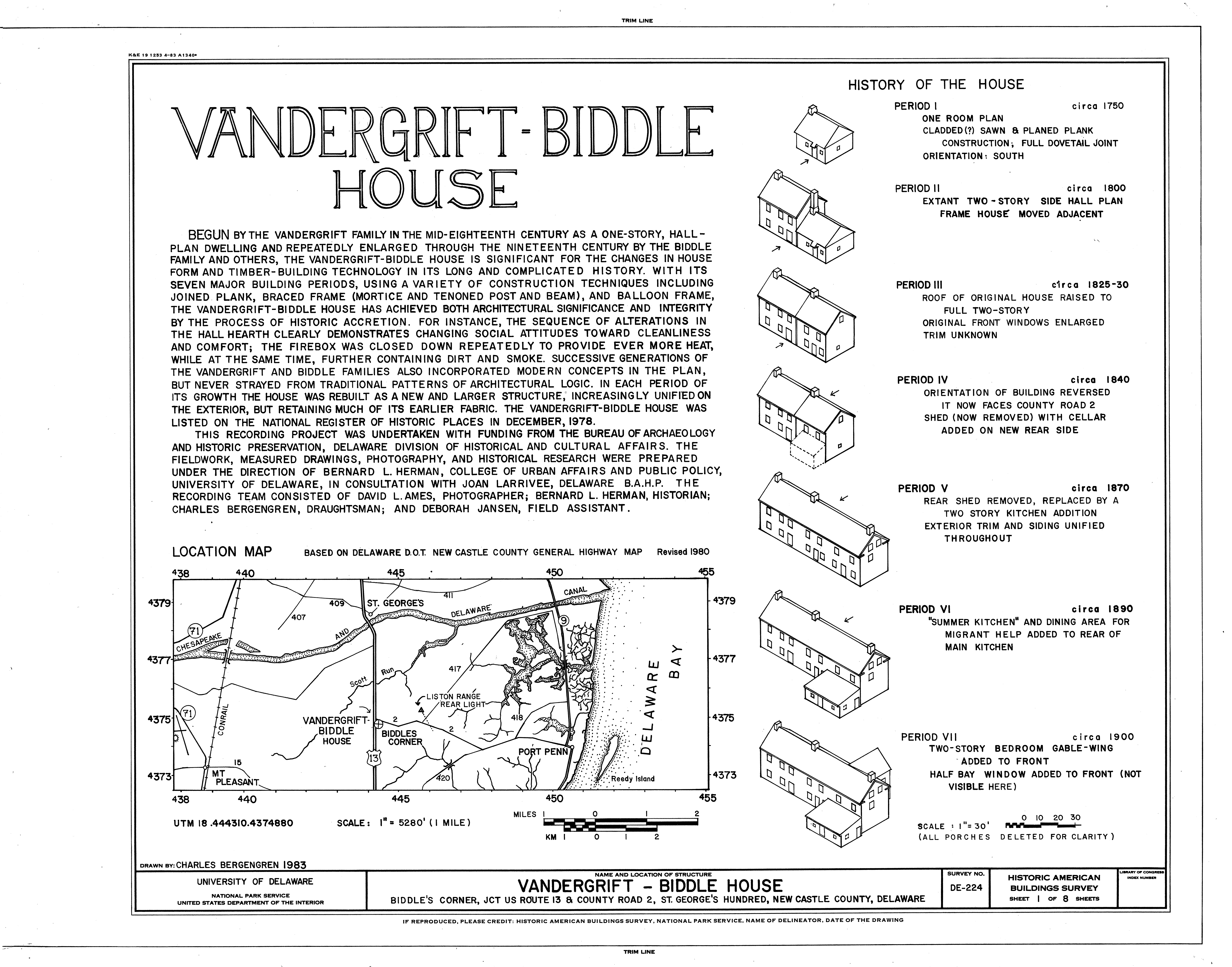
房屋可以一再的修建，因此有複雜的整建史

有歷史重要性的住宅會受到法令的限制。英國的新房屋不受貨物買賣法的管制，但會有英國國家房屋建築委員會的保證。在英國買新的房屋時，買主受到的保護和買其他商品的程度不同。

## 住宅的識別和象徵
隨著人們住的越來越密集，人們也設計許多識別房屋和土地的方式。房屋有時會有其專屬的名稱，這些名稱可能會有情感上的意思。例如《霍华德庄园》所述的房子，或是《重返布莱兹海德庄园》所述的庄园。現代更系統化及通用識別房屋的方式是透過門牌號碼。
房屋可以表達其建築者或是住戶的意見或是情形。例如，龐大而精緻的房屋意味著富裕，低矮的，回收材料建造的房屋，可能意味著支持節約環保。有特殊歷史意義的房屋（例如名人曾經住過，或是就是很古老的住宅），在城市规划時會特別受到保護，例如文化遗产或是街道景觀。也可能用紀念牌匾特別標示這些建築物。自置居所是評估經濟繁榮的常見方式。在大型自然灾害後，重建住屋也意味著要重新恢復災害前的生活。

## 外部連結
- Housing through the centuries （页面存档备份，存于）, animation by The Atlantic